# Bryconamericus plutarcoi
Bryconamericus plutarcoi är en fiskart som beskrevs av Román-valencia 2001. Bryconamericus plutarcoi ingår i släktet Bryconamericus och familjen Characidae. IUCN kategoriserar arten globalt som sårbar. Inga underarter finns listade.